# Salk Institute for Biological Studies

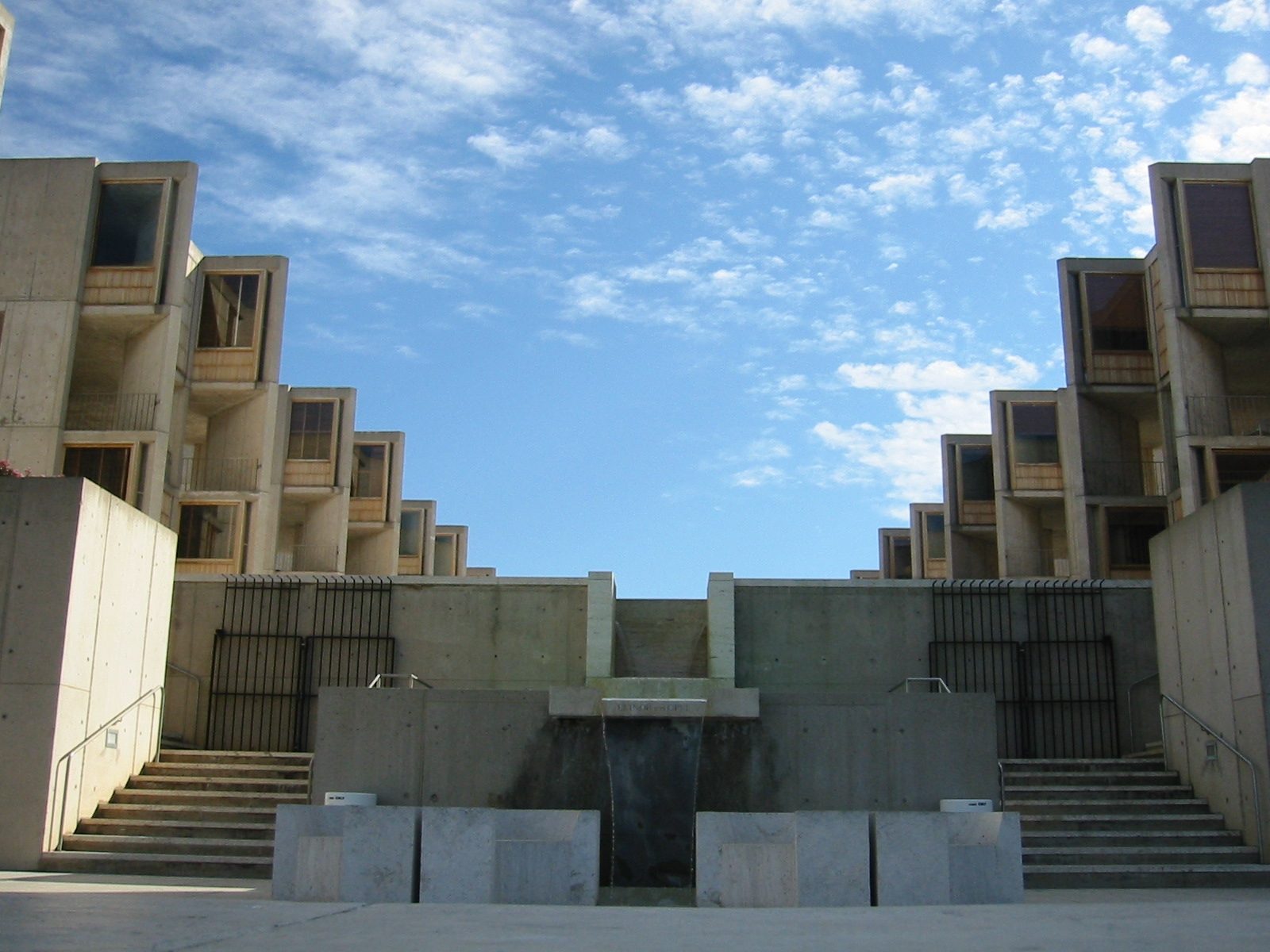
Salk Institute

Il Salk Institute for Biological Studies è uno dei più prestigiosi istituti di ricerca scientifica in campo biomedico a livello globale. Sorge a La Jolla, California in riva all'Oceano Pacifico.

## L'edificio
Commissionato nel 1959 dallo scienziato Jonas Salk all'architetto Louis Kahn, l'edificio è posizionato suggestivamente su una scogliera lambita dall'oceano. L'istituto vanta un vasto cortile interno, che inizialmente Kahn aveva pensato alberato, ma che poi, su consiglio dell'architetto messicano Luis Barragán progettò spoglio, rivestito in travertino, tagliato in lunghezza da un sottile canale d'acqua che attraversa il cortile per gettarsi in una serie di vasche sottostanti.
Le proporzioni del cortile esterno si pongono in equilibrio con la verticalità delle adiacenti Study Towers, che si elevano simmetriche ai lati del cortile, con muri ad angoli di 45°. Questi elementi verticali, adibiti ad uffici e studi per i ricercatori, sono collegati agli edifici che ospitano i laboratori, e demarcano il confine del vasto complesso.
Con getti di calcestruzzo in opera dentro casseformi, sono state realizzate superfici lisce, a cui in alcuni punti, come per le Study Towers, sono stati affiancati pannelli di legno Teak.

### Il rapporto tra Louis Kahn e Jonas Salk

Panorama a 360°del cortile del Salk Institute

Nel 1959 Jonas Salk era alla ricerca di un architetto che progettasse un nuovo edificio per studi biologici a San Diego. Un amico di Salk assistette ad una conferenza di Louis Kahn, e pensò che le idee dell'architetto sarebbero potute piacere a Salk.
Quando si conobbero, Kahn e Salk si resero conto di avere interessi simili e l'architetto ottenne l'incarico.
Il committente non decise o stilò delle direttive, ma lasciò praticamente carta bianca a Kahn, che di pari passo alla costruzione, continuò la conversazione con Salk, i due trovarono una perfetta sintonia sui metodi e sulla forma dell'edificio. Questo contribuì alla nascita di una costruzione adatta allo scopo e voluta fortemente da entrambi.

### Dati tecnici
- Progettista: Louis Kahn.
- Ingegnere strutturale: August E. Komendant (consulente); Ferver-Dorland & Associates.
- Ingegnere meccanico/elettrico: Fred S. Dubin Associates.
- Architetto del paesaggio: Roland S. Hoyt; Lawrence Halprin (1966 Master plan).

### Fasi significative di realizzazione
- 1959-1960 - prima fase: il progetto prevede 4 parti: i 4 gruppi dei laboratori nella parte alta, la sala incontri sulle scogliere del Pacifico, la sala di ricreazione posta tra la Living Place e le ravine.
- 1960-1962 - seconda fase: il progetto prevede i laboratori rettangolari con una corte rettangolare.
- 1962-1965 - terza fase: si realizza la corte giardino fiancheggiata dalle due unità di laboratori.
- 1965, 28 maggio - vengono completati i lavori di edificazione.
- 1972, maggio-dicembre - alterazioni all'edificio originario.

Sistema e materiali costruttivi:
Entro l'ossatura Vierendeel sono collocati gli impianti tecnici. Le pareti in calcestruzzo armato, rivestimenti in legno Teak. Panchine e rivestimenti in travertino e cemento.

## Filmografia
- My architect. Alla ricerca di Louis Kahn, Nathaniel Kahn, Mikado, La Feltrinelli Real Cinema, 2005.